# Acanthocobitis pavonacea
Acanthocobitis pavonacea es una especie de peces de la familia Balitoridae en el orden de los Cypriniformes.

## Morfología
• Los machos pueden llegar alcanzar los 8 cm de longitud total.

## Distribución geográfica
Se encuentra en la cuenca del río Brahmaputra en Assam (India ).

## Hábitat
Es un pez de agua dulce.